# Merbotengrün
Merbotengrün ist eine Wüstung zwischen Meierhof, einem Gemeindeteil der Stadt Münchberg, und der Einöde Gollereinzel im oberfränkischen Landkreis Hof.
Der Name wird gedeutet als Grün des Merboto. In der Literatur wurde der Ort auch fälschlicherweise als „Merbotenbrune“ bezeichnet, es handelt sich um einen Übertragungsfehler.
Die Lage von Merbotengrün ist nicht allen Autoren bekannt. Bei Haberlah-Pohl wird die Lage aus Mangel an Hinweisen als unbekannt bezeichnet, allerdings verschafft die Nennung zusammen mit Laubersreuth eine grobe Orientierung. Die Lage südöstlich von Meierhof wird durch Lesefunde von Erika Grüner und die Auswertung von Schlackenfunden bestätigt.
Nach Karl Dietel war die erste urkundliche Erwähnung des Ortes im Jahr 1352 der Verkauf von Besitz des Albrecht Nothaft von Thierstein an die Nürnberger Burggrafen Johann und Albrecht. Lehen und Rechte im Münchberger Raum, darunter auch in Merbotengrün, wechselten dort den Besitzer.